# Sa vieille maman
Pour les articles homonymes, voir Mamma (homonymie).
Pour plus de détails, voir Fiche technique et Distribution.
Sa vieille maman (Mamma) est un film italien réalisé par Guido Brignone et sorti en 1941.
La chanson Mamma chantée par Beniamino Gigli qui interprète le rôle principal figure sur la bande sonore  du film. Son succès a été mondial.

## Synopsis
Matilde Sarni, qui vit dans sa villa à la campagne près de Rome, a un fils Mario un célèbre chanteur d'opéra qui rentre à la maison après une tournée aux États-Unis. Mario est accompagné par son épouse Donata épousée aux États-Unis, beaucoup plus jeune, adepte de la vie en ville et qui n’apprécie pas la compagne. Pris par son travail, Mario repart en tournée et Donata fait la connaissance de Giulio, un voisin.
La mamma veut sauver le bonheur de son fils et met tout l'amour maternel pour que le séducteur abandonne l'entreprise de séduction. Finalement, Donata, repentante, retourne auprès de son mari. La vieille mère, victime d'une crise cardiaque, meurt heureuse d'avoir réconcilié ses enfants.

## Fiche technique
- Titre français : Sa vieille maman[4]
- Titre original : Mamma
- Réalisation :Guido Brignone
- Scénario : Guido Cantini (version allemande : Ela Elborg et Georg C. Klaren)
- Société de production : Itala Film
- Société de distribution pour l'Italie : ENIC
- Pays de production :  Royaume d'Italie et  Reich allemand
- Format : noir et blanc
- Genre : drame
- Dates de sortie :
  - Royaume d'Italie : 16 février 1941
  - France : 1er décembre 1954[4]

## Distribution
- Beniamino Gigli : Mario Sarni
- Emma Gramatica : Matilde Sarni, mère de Mario
- Carola Höhn : Donata Sarni, épouse de Mario
- Federico Benfer : Giulio Roero
- Ugo Ceseri : docteur Salverio
- Carlo Campanini : professeur Materi
- Nico Pepe : Riccardo
- Achille Majeroni : l'imprésario Arnaldi
- Oreste Fares : Giacomo
- Nietta Zocchi : femme de chambre